# 1936 no Brasil
Esta é uma cronologia dos fatos acontecimentos de ano 1936 no Brasil.

## Incumbentes
- Presidente do Brasil - Getúlio Vargas (3 de novembro de 1930 - 29 de outubro de 1945)

## Eventos
- 16 de abril: Pedro Calmon é eleito para a Academia Brasileira de Letras.[1]
- 16 de outubro: Presidente Getúlio Vargas assina o decreto, que dá a denominação do aviador Alberto Santos Dumont ao aeroporto situado na Ponta do Calabouço, na cidade do Rio de Janeiro, atualmente chamado Aeroporto Santos Dumont, o primeiro aeroporto civil brasileiro.[2]

## Nascimentos
- 1 de janeiro: Emiliano Queiroz, ator. (m. 2024)
- 3 de janeiro: Artur da Távola, político e jornalista (m. 2008).
- 4 de janeiro: Zilda Cardoso, atriz e humorista (m. 2019).
- 19 de janeiro:
  - Carlos Mário da Silva Velloso, presidente do Supremo Tribunal Federal de 1999 a 2001.
  - Moacyr Grechi, bispo (m. 2019).
- 6 de fevereiro: Braz Dias, artista plástico (m. 2012).
- 12 de março: Carlos Alberto de Nóbrega, ator, comediante e humorista.
- 26 de março: Éder Jofre, pugilista (m. 2022)
- 24 de abril: Esther Pillar Grossi, educadora e política.
- 23 de maio: Wadih Mutran, político.
- 16 de setembro: Yara Amaral, atriz. (m. 1988)
- 16 de outubro: Agnaldo Timóteo, cantor e compositor (m. 2021)
- 22 de outubro: Rolando Boldrin, apresentador e ator. (m. 2022)
- 7 de novembro: Ramez Tebet, político. (m. 2006)
- 5 de dezembro: Edison Lobão, político.